# Ponte Ferroviária de Quinta Nova
A Ponte Ferroviária de Quinta Nova é uma infraestrutura da Linha do Alentejo, que cruza o Rio Sado na freguesia de Panóias, no concelho de Ourique, em Portugal.

## Descrição
A ponte localiza-se junto à estação de Funcheira, na Linha do Alentejo.
A nova ponte foi construída em alvenaria, e possui 174 m de comprimento e 31 m de altura. Está assente sobre oito arcos, um de 30 m e sete de 12 m.

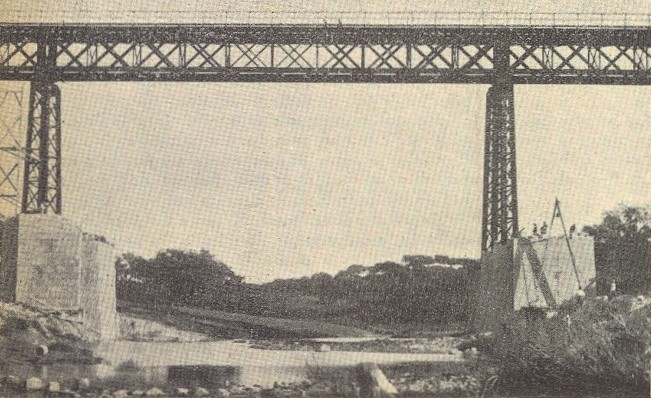
Antiga Ponte Ferroviária de Quinta Nova. Os pilares em primeiro plano pertencem à nova ponte em alvenaria, que estava em construção, para substituir a antiga. Esta fotografia foi tirada em Abril de 1933.

## História

### Construção da ponte original
Esta ponte situa-se no lanço entre Amoreiras-Odemira e Casével, que foi aberto à exploração, como parte do Caminho de Ferro do Sul, em 3 de Junho de 1888.

### Substituição da ponte
Em 1912, a antiga operadora da rede ferroviária no Sul do país, a Administração dos Caminhos de Ferro do Estado, já tinha conhecimento que tanto a Ponte de Quinta Nova como a dos Mouratos, junto a Pereiras, não estavam a oferecer condições de segurança para a circulação, devido ao seu avançado estado de degradação. Desta forma, deliberou que ambas as estruturas deviam ser substituídas, conclusão a que também chegou a Comissão de Verificação de Resistência de Pontes e Obras Metálicas. Assim, ainda nesse ano começaram as obras de substituição da ponte, que no entanto foram interrompidas pela Primeira Guerra Mundial. Em 1919, voltou-se a pôr a questão da segurança da ponte, tendo o serviço de Via e Obras substituído um grande número de peças, e instalado um dispositivo para impedir que a água salgada, derramada dos vagões contendo peixe, atingisse as peças metálicas, agravando desta forma a sua corrosão. No ano seguinte, as locomotivas mais pesadas, das Séries 300 e 400, foram proibidas de atravessar a ponte, limitação que veio complicar a exploração naquela zona, uma vez que o difícil traçado exigia locomotivas potentes para rebocar os comboios.
Porém, o projecto de substituição da ponte continuou suspenso devido a dificuldades de ordem financeira, e só após a entrega das linhas dos antigos Caminhos de Ferro do Estado à Companhia dos Caminhos de Ferro Portugueses, pelo contrato de 11 de Março de 1927, é que voltaram a ser reunidas as condições para reiniciar as obras. Foram elaborados os novos planos para a substituição desta e de outras pontes em situações semelhantes, que foi submetido à Direcção Geral de Caminhos de Ferro em 1929. Ao mesmo tempo, começou a procurar financiamento para este projecto, junto da Comissão Administrativa do Fundo Especial de Caminhos de Ferro. O parecer sobre esta ponte, apresentado pelo Conselho Superior de Obras Públicas em 31 de Outubro do mesmo ano, e homologado em 26 de Novembro, impôs várias condições de acordo com as orientações da Direcção Geral, de forma a que os projectos tiveram de ser alterados, pelo que só foram aprovados em Junho de 1930. Embora o contrato de arrendamento das antigas linhas dos Caminhos de Ferro do Estado para a Companhia dos Caminhos de Ferro estipulasse que esta deveria fazer todas as obras complementares, a Direcção Geral abriu uma excepção no caso da substituição das pontes de Quinta Nova e Mouratos, devido aos elevados montantes em causa, tendo o orçamento para a nova Ponte de Quinta Nova sido calculado em 3.717.622$00. Assim, ambas as obras deveriam ser feitas em empreitada, a atribuir através de concursos públicos. Inicialmente, a Companhia discordou desta decisão, mas acabou por a aceitar após longas negociações. Enquanto decorria este processo, as pontes antigas continuavam em precárias condições, sendo mantidas pela Direcção Geral de Caminhos de Ferro. Desta forma, organizaram-se os processos para a substituição das pontes, incluindo os cadernos de encargos para a adjudicação em hasta pública, que teve lugar em 2 de Julho de 1931. Este concurso teve sucesso, tendo-se conseguido reduzir em cerca de dois milhões de Escudos em relação ao valor total dos orçamentos para as duas pontes, o que veio contribuir para a generalização deste tipo de processos, nas obras aptas a se tornarem independentes da exploração, e permitiu melhorar as condições financeiras do Fundo Especial.
A adjudicação da construção da nova ponte foi de 2.325.000$00, tendo as obras começado em Março de 1932, pela Direcção Geral de Caminhos de Ferro. A conclusão estava prevista para Setembro de 1933, mas foi atrasada devido a obras imprevistas nos fundamentos. Com efeito, os trabalhos foram complicados pelo facto dos novos pilares se encontrarem muito próximos dos antigos, e devido à natureza dos terrenos, compostos por xistos brandos, argilas plásticas e quartzitos. Em Junho de 1933, já se tinha terminado a fundação dos encontros, tendo os pilares ficado a meia altura, na alvenaria em elevação.
Nos finais de 1933, as obras foram visitadas pelo Ministro das Obras Públicas, no âmbito de uma viagem às Linhas do Alentejo e de Évora. A nova ponte foi concluída em 1934.